# 25015 Lairdclose
25015 Lairdclose è un asteroide della fascia principale. Scoperto nel 1998, presenta un'orbita caratterizzata da un semiasse maggiore pari a 2,2285437 au e da un'eccentricità di 0,1979046, inclinata di 5,75571° rispetto all'eclittica.